# Oliver Otis Howard
Oliver Otis Howard (8 de noviembre de 1830 - 26 de octubre de 1909) fue un general de la unión del ejército estadounidense, durante la Guerra de Secesión. Tuvo la mala fama de ser comandante de un batallón que sufrió dos derrotas humillantes en Chancellorsville y Gettysburg. Sin embargo, recuperó su reputación durante su liderazgo de tropas en el frente occidental de la guerra, donde sirvió como comandante del ejército.
Después de la guerra, estuvo a cargo de tropas en el oeste del país, donde condujo una campaña famosa contra la tribu de Nez Perce.
Fue instrumental en la fundación de la Universidad Howard en Washington D. C.